# 艦砲射撃

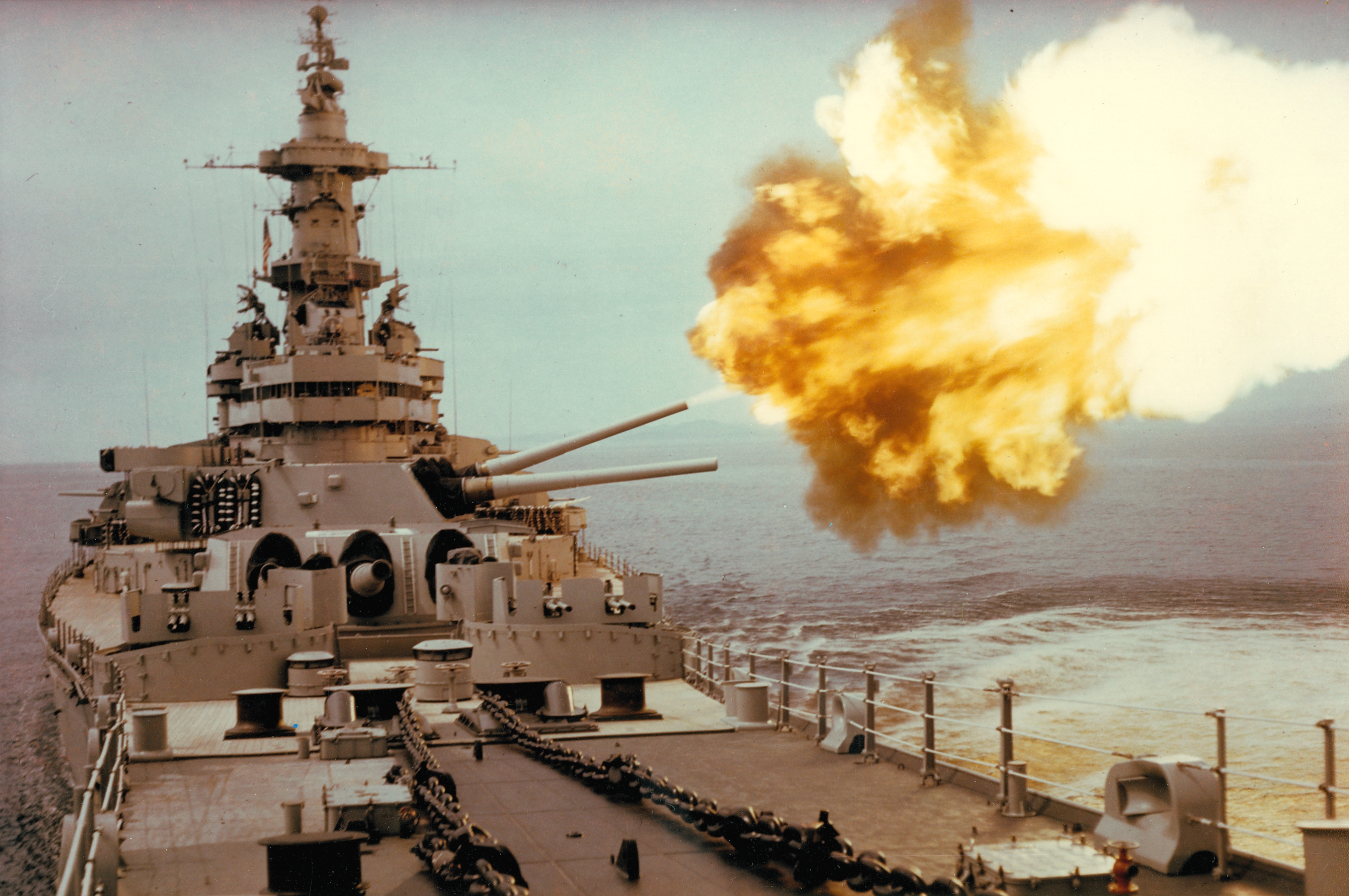
朝鮮戦争において、北朝鮮に対して艦砲射撃を行うアメリカ海軍の戦艦「アイオワ」（1952年）

艦砲射撃（かんぽうしゃげき）は、軍艦が搭載する大砲（すなわち艦砲）で砲撃することである。本来の意味としては、標的が艦船であるか陸上目標であるかは問わない。
20世紀後半になると艦砲よりも長射程な艦対艦ミサイルの発達によって艦砲による海戦は非常に少なくなり、昨今では艦砲射撃と言えば軍艦を浮き砲台として使う陸上目標への攻撃（対地射撃）を指す場合が多い。
対地射撃を実施する場合は、上陸前支援や、沿岸部での戦闘における支援射撃に活用される。

## 概要
この項においては、対地射撃としての艦砲射撃を解説する。艦砲射撃は、戦艦の主砲など、陸上の野砲などと比べ口径の大きな大威力の大砲が使用できるため、支援射撃としてはかなりの効果があり、一説には「戦艦の主砲は4個師団に匹敵する」と言われたほどであった。2006年にアメリカ海軍の戦艦「アイオワ」を最後に世界の戦艦が全て退役したため、第二次世界大戦時における戦艦の主砲で行ったような大打撃力の艦砲射撃はできなくなった。
第二次世界大戦で有名なものでは、ドイツ海軍がポーランド侵攻時に準弩級戦艦「シュレスヴィヒ・ホルシュタイン」で行ったのが同大戦最初の艦砲射撃であった。有力な敵勢力に対し行ったものであればフランス海軍がイタリアに対して行った「ヴァード作戦」が世界初である。続いて、アメリカ海軍が太平洋戦争、朝鮮戦争、ベトナム戦争および湾岸戦争で戦艦を利用し、アメリカ海兵隊の上陸前支援として行ったものなどが挙げられる。沖縄戦では、艦砲射撃で地形が変わったとも言われており、生き残った沖縄の人間は戦後自分たちのことを「カンポーヌクェーヌクサー（艦砲射撃の喰い残し）」と表現した例がある。
第二次世界大戦後は、各種ミサイルの発展により、地対艦ミサイルによる沿岸防御、巡航ミサイルという攻撃手段の獲得により水上戦闘艦による艦砲射撃は終焉を迎えようとしていたが、1982年のフォークランド紛争で上陸部隊の支援のために艦砲射撃が何度か行われている。その戦訓を取り入れて、イギリス海軍は艦砲を搭載していなかった22型フリゲートの後期建造艦へ114mm砲を搭載している。戦艦については、その主砲が持つ大火力を天候に左右されず長時間にわたって投射し続ける能力や、航空機を用いた作戦と比較してコストパフォーマンスが良いことが注目されたが、戦艦自体のコストパフォーマンスの悪さもあり、戦艦が再建造されることはなかった。
アメリカ海軍では、ベトナム戦争で地上部隊支援のため艦砲射撃を実施している。湾岸戦争においても再就役したアイオワ級戦艦2隻が陽動の意味も込めてクウェート沿岸へ艦砲射撃を行っている。湾岸戦争では、有人機またはRQ-2 パイオニアによる弾着観測支援を受けており、約3週間にわたり計1,102発の16インチ砲弾を発射した。

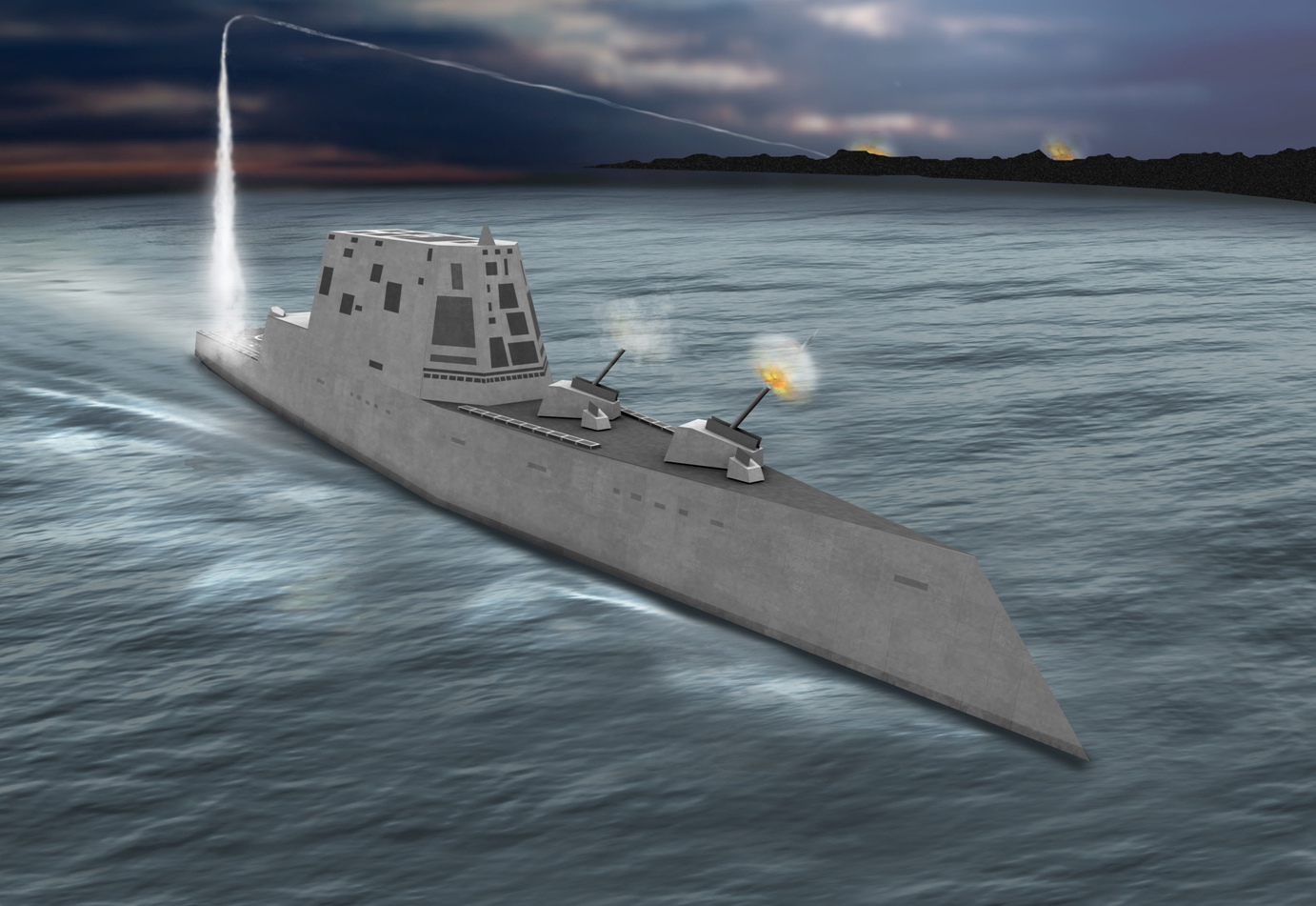
ズムウォルト級ミサイル駆逐艦の砲撃イメージ

現代の艦艇（特に西側諸国海軍の艦艇）が有する127mm艦砲の射程は通常砲弾では30kmほどだが、アメリカ海軍のアーレイ・バーク級ミサイル駆逐艦の後期建造艦（DDG-81以降）ではロケットモーターを使用し、射程を100km以上に延長する対地攻撃用誘導砲弾（ERGM）の使用が可能なMk45 Mod4 5インチ（127mm）砲を搭載している。2016年に就役したズムウォルト級ミサイル駆逐艦では新型の155mm砲が搭載されている。ズムウォルト級ミサイル駆逐艦に搭載される155mm砲は誘導砲弾を用いることで精度の高い長距離射撃ができるようになり、艦砲射撃の精密性が向上する。ロケット補助推進弾を用いた場合、射程は約137km、半数必中界（CEP）は数十メートル以内となり、同時弾着能力も有する計画であったが、件の新型砲であるAGS 155mm砲用のLRLAP（長射程対地攻撃弾）は、建造費の高騰によってズムウォルト級自体の建造が3隻で打ち切られてしまった結果、LRLAP自体の価格が高騰したことから初期調達150発で調達が打ち切られた。
この様に艦砲は復権の兆しを見せているが、その背景には低強度紛争や武装組織に対抗するために、安価で過剰な破壊力を持たない艦砲の存在意義が再評価されるようになってきている最近の風潮があると言われている。結果的に艦砲の復権は、かつて艦砲を花形から裏方へ追いやった存在であるミサイルが、技術の発展のために当初の低コスト兵器とはあまりにもかけ離れた高価な兵器となったがゆえに起こった回帰と取られている。

## 有名な艦砲射撃
- 島原の乱（1638年：オランダ商館）
- アルジェ砲撃（1816年：イギリス海軍・オランダ海軍）
- 薩英戦争（1863年：イギリス海軍）
- 四国艦隊下関砲撃事件（1864年：イギリス海軍、フランス海軍、オランダ海軍、アメリカ海軍）
- アレクサンドリア砲撃（1882年：イギリス海軍）
- イギリス・ザンジバル戦争（1896年：イギリス海軍）

### 第一次世界大戦～戦間期
- 「エムデン」による英領マドラス砲撃（1914年：ドイツ帝国海軍）
- 青島の戦い（1914年：大日本帝国海軍）
- ガリポリの戦い（1915年：イギリス海軍、フランス海軍）
- 尼港事件（1920年：中華民国海軍）
- 万県事件（1926年：イギリス海軍）
- 南京事件（1927年：イギリス海軍・アメリカ海軍）

### 第二次世界大戦
- ヴァード作戦（1940年：フランス海軍）
- グロッグ作戦（1941年：イギリス海軍）
- ウェーク島の戦い（1941年：大日本帝国海軍）
- アメリカ本土砲撃（1942年：大日本帝国海軍）
- ガダルカナル島の戦い（1942年：アメリカ海軍）
- ヘンダーソン基地艦砲射撃（1942年：大日本帝国海軍）
- ハスキー作戦、アヴァランチ作戦（1943年：イギリス海軍・アメリカ海軍）
- ノルマンディー上陸作戦（1944年：イギリス海軍・アメリカ海軍）
- 硫黄島の戦い（1945年：アメリカ海軍）
- 沖縄戦（1945年：アメリカ海軍）
- 日本本土（当時）への艦砲射撃
  - 釜石艦砲射撃（1945年7月14日：アメリカ海軍。8月9日：アメリカ海軍・イギリス海軍）
  - 室蘭艦砲射撃（1945年7月15日：アメリカ海軍）
  - 日立艦砲射撃（1945年7月17日：アメリカ海軍・イギリス海軍）
  - 浜松艦砲射撃（1945年7月29日：アメリカ海軍・イギリス海軍）

### 第二次世界大戦後
- 仁川上陸作戦（1950年：アメリカ海軍）
- フォークランド紛争（1982年：アルゼンチン海軍・イギリス海軍）
- 湾岸戦争（1991年：アメリカ海軍）
- 2022年ロシアのウクライナ侵攻（2022年：ロシア連邦海軍黒海艦隊がアゾフ海沿岸のウクライナ領に実施）[3]

## 歴史
日本の歴史上、初めて艦載砲による陸上施設への攻撃が行われたのは、戦国時代の1561年（永禄4年）の門司城の戦いで、ポルトガル船が大友義鎮からの支援要請により門司城に対して行った艦砲射撃である。1574年（天正2年）、織田信長の長島一向一揆討伐では織田艦隊が艦砲射撃を行い、一揆側の塀や櫓を打ち崩した。また、1590年（天正18年）、豊臣秀吉軍が小田原攻めで向かわせた水軍で、長宗我部氏家臣の池頼和を船大将とする「大黒丸」（大砲2門、鉄砲200丁）が、後北条氏の支城である下田城に対する海上攻撃に参加している。17世紀前後のヨーロッパ製小型大砲の威力は、厚さ10センチメートルの松材も貫通するとされる事から、城壁でも防ぐのは難しい。
時代が下って19世紀、1853年（嘉永6年）のアメリカ海軍マシュー・ペリー提督の黒船来航以降となると、艦砲射撃対策が国防上の重要な課題となり、日本国内の各所に沿岸砲台が築かれた。有名なものの一つが、東京臨海副都心の地名に名を残すお台場である。しかし、当時の日本では、1863年（文久3年）7月の薩英戦争では薩摩藩が、翌1864年（元治元年）9月の下関戦争では長州藩が、いずれも艦砲射撃で大きな損害を受け、攘夷の不可能を悟った。これらの結末は、大砲の運用を想定した築城技術が未成熟だったこと、そして、大砲技術の違いに起因する。このように、海岸線が長い日本にとって、重量のある大砲を多数積み速く自由に移動できる軍艦による艦砲射撃は脅威であった。
しかし、さらに時代が下り20世紀にはいると、大砲の大型化・高威力化に伴い、艦載という縛りがある艦砲射撃はその価値を低下させた。日露戦争では、203高地を占領した日本陸軍が陸上からの28cm榴弾砲を中心とする砲撃により、旅順港にいたロシア帝国第1太平洋艦隊（旅順艦隊）に壊滅的な打撃を与えた。この事実もあり、移動できるメリットを差し引いても陸上砲台に軍艦では勝てないとして、艦砲射撃による陸上攻撃は戦術上の有効性を大幅に失った。軍艦と沿岸砲台とが互いの射距離内において撃ち合ったとしても、頑強な要塞で保護され、海面の軍艦をより高い位置から狙い撃ちでき、しかも、絶対に沈まない沿岸砲台が優位となった。
太平洋戦争では島嶼の争奪戦という性格上、多数の上陸作戦が日米双方によって行われ、それに伴い艦砲射撃も頻繁に行われた。しかし、この頃には戦艦といえども航空爆弾や航空雷撃に耐えられないことが明らかとなり、既に制空権無しでの艦砲射撃は無謀とされた。艦隊は、艦載砲の射程よりも遥か遠方から飛来する航空機に対する防空能力も持たなかった。実際、ミッドウェー海戦において、ミッドウェー島攻略を目指した日本海軍が先行させたのは空母機動部隊であり、戦艦主体の艦隊は遥か後方に配置されていた。アメリカ軍も、まず制空権を確保し、その後に艦砲射撃を行っていた。戦争後期の島嶼の戦いにおいても、アメリカ軍は各空域の制空権を手中にし、その後に徹底的な艦砲射撃を行った後に、海兵隊を上陸させた。こうして一旦制空権を得た後は、日本軍に対する艦砲射撃は有効であった。当時、陸上部隊が艦砲射撃に対抗しうる防御法はなく、日本軍は島嶼攻防戦での一方的敗北を喫した。しかし、日本軍守備隊が水際作戦ではなく持久戦を選択し強固な地下陣地を敷いていた硫黄島の場合、アメリカ軍の艦砲射撃は激烈ではあったものの、その効果は十分とはいえなかった。また、戦争末期になるとアメリカ軍の制海権・制空権は日本列島にも達したため、日本本土の工業都市に対して室蘭艦砲射撃（北海道）、釜石艦砲射撃（岩手県）、日立艦砲射撃（茨城県）、浜松艦砲射撃を実施した。なお、太平洋戦争の戦場では状況によっては上陸支援以外にも艦砲射撃が行われた。特に有名なのは、1942年に日本海軍によって行われたヘンダーソン飛行場への艦砲射撃である。

## 日本における鉄道建設と艦砲射撃
明治時代の日本の鉄道開業前後、海岸沿いよりも内陸を経由する鉄道の建設を優先する傾向があった。この原因について「艦砲射撃を危惧して日本陸軍が内陸回りにさせた」と指摘されることがあるが、実際のところは当時は（貨物大量輸送に関しては現在もそうだが）海運が大きな役割を担っており、むしろ内陸部の輸送改善が急務だったこと、また、海岸部は当時の技術で建設困難な箇所が多かったことが主因とされる。
八代駅以南の鹿児島本線はまず現在の肥薩線ルートで建設され、また、東京・京都を結ぶ幹線も、当初は東海道ルートではなく中山道ルートで計画されていた。
一方、山陰本線を建設するに際しては、海岸のすぐそばに余部橋梁という艦砲射撃に弱い構造物を設置した。これは、日露戦争後という時代であるために、日本海側には敵は来ないという前提であったのではないかと指摘されている。
その後、昭和に入り、東海道本線が浜名湖付近で不通になった場合に備えて、浜名湖の北側を迂回するルートとして二俣線が建設されている。